# Ectoedemia quinquella
Ectoedemia quinquella là một loài bướm đêm thuộc họ Nepticulidae. Nó được tìm thấy ở Đảo Anh và Pháp to Ý, Bulgaria và Hy Lạp.
Sải cánh dài 4.2-5.6 mm. Con trưởng thành bay vào the second half of tháng 6 và đầu tháng 7. Có một lứa một năm.
Ấu trùng ăn Quercus petraea, Quercus pubescens và Quercus robur. Chúng ăn lá nơi chúng làm tổ. 

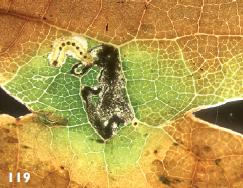
3rd instar larva on Quercus robur
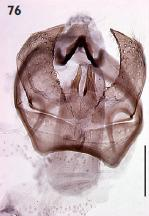
Male genitalia
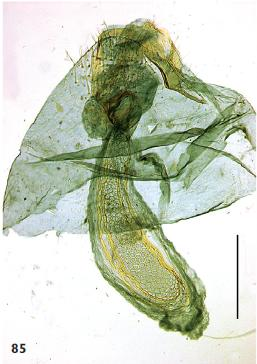
Female genitalia